# Saotherium mingoz
A Saotherium mingoz az emlősök (Mammalia) osztályának párosujjú patások (Artiodactyla) rendjébe, ezen belül a vízilófélék (Hippopotamidae) családjába tartozó fosszilis faj.
Nemének eddig egyetlen felfedezett faja.

## Tudnivalók
A Saotherium mingoz Afrikában élt, azon a helyen ahol manapság Csád fekszik. Ez a kora pliocén korszaki ősvíziló körülbelül 5-4 millió évvel ezelőtt élt.
A Csád-tó mellett felfedezett állatot Boisserie írta le először, 2005-ben. Mivel megjelenésben igen hasonlít a ma is élő nyugat-afrikai törpe vízilóra (Choeropsis liberiensis), ezt az ős növényevő párosujjú patást, egyes rendszerező a modern állat ősének tekintik.
Testhossza körülbelül 2 méter, míg marmagassága 1 méter lehetett.

### Fordítás
- Ez a szócikk részben vagy egészben  a   Saotherium mingoz című olasz Wikipédia-szócikk ezen változatának fordításán alapul.  Az eredeti cikk szerkesztőit annak laptörténete sorolja fel. Ez a jelzés csupán a megfogalmazás eredetét és a szerzői jogokat jelzi, nem szolgál a cikkben szereplő információk forrásmegjelöléseként.